# 中央人民政府委员会
中央人民政府委員会曾是中华人民共和国中央人民政府的最高權力機構，依據《中國人民政治協商會議共同綱領》和《中華人民共和國中央人民政府組織法》於1949年10月中華人民共和國建國後設立，惟於1954年9月因通過《中華人民共和國憲法》實行人民代表大會制度而廢止，僅歷一屆。中央人民政府委員會共有中央人民政府主席1人、中央人民政府副主席6人及中央人民政府委員56人，由中國人民政治協商會議全體會議選舉產生之。
中央人民政府主席負責主持中央人民政府委員會會議及領導其工作，中央人民政府副主席則負責協助主席執行職務。委員會另設秘書長一職，由委員會內部互選產生之。
中央人民政府委員会對外代表中華人民共和國，對內掌握國家政權，領導中央人民政府政務院為國家政務的最高執行機關。委員會亦負責制定中央人民政府人民革命軍事委員會、中央人民政府最高人民法院及中央人民政府最高人民檢察署的組織，分別作為最高軍事統轄機關、最高審判機關及最高檢察機關。中央人民政府委員會設立辦公廳，並依據需要設置附屬工作機構。

## 组成人员
| 肖像               | 身份信息                                                         | 党派                            | 时任其他职务 |
| ------------------ | ---------------------------------------------------------------- | ------------------------------- | --- |
| 中央人民政府主席   |                                                                  |                                 | |
|                    | 毛泽东 籍貫：湖南湘潭 生卒：1893年12月26日－1976年9月9日         | 中国共产党                      | 中国共产党中央委员会主席 兼中央人民政府人民革命军事委员会主席 第一届全国政协主席                                                                                    |
| 中央人民政府副主席 |                                                                  |                                 | |
|                    | 朱 德 籍貫：四川仪陇 生卒：1886年12月1日－1976年7月6日           | 中国共产党                      | 兼中央人民政府人民革命军事委员会副主席 第一届全国政协常务委员 |
|                    | 刘少奇 籍貫：湖南宁乡 生卒：1898年11月24日－1969年11月12日       | 中国共产党                      | 兼中央人民政府人民革命军事委员会副主席 第一届全国政协常务委员 |
|                    | 宋庆龄（女） 籍貫：广东文昌 生卒：1893年1月27日－1981年5月29日   | 中国国民党革命委员会            | 中华全国妇女联合会名誉主席 中国人民救济总会执行委员会 中国福利会执行委员会主席 中国人民保卫儿童全国委员会主席 世界和平理事会理事 亚洲及太平洋区域和平联络委员会主席 |
|                    | 张 澜 籍貫：四川南充 生卒：1872年－1955年2月9日                  | 中国民主同盟                    | 第一届全国政协常务委员 |
|                    | 李济深 籍貫：广西苍梧 生卒：1885年－1959年10月9日                | 中国国民党革命委员会 中国致公党 | 第一届全国政协副主席 |
|                    | 高 岗 籍貫：陕西横山 生卒：1905年10月25日－1954年8月17日自杀身亡 | 中国共产党                      | 兼中央人民政府国家计划委员会主席 兼中央人民政府人民革命军事委员会委员                                                                                               |

### 中央人民政府委员
- 陈　毅，兼人民革命军事委员会委员
- 贺　龙，兼人民革命军事委员会委员
- 李立三，兼政务院政务委员
- 林伯渠
- 叶剑英，兼人民革命军事委员会委员
- 何香凝（女，民革），兼最高人民检察署委员
- 林　彪，兼人民革命军事委员会委员，第一届全国政协常务委员
- 彭德怀，兼人民革命军事委员会副主席
- 刘伯承，兼人民革命军事委员会委员
- 吴玉章
- 徐向前，兼人民革命军事委员会委员
- 彭　真
- 薄一波，兼政务委员
- 聂荣臻，兼人民革命军事委员会委员
- 周恩来，兼政务院总理、人民革命军事委员会副主席，第一届全国政协副主席
- 董必武，兼政务院副总理
- 赛福鼎
- 饶漱石，兼人民革命军事委员会委员
- 陈嘉庚（无党派），第一届全国政协常务委员
- 罗荣桓，兼最高人民检察署检察长
- 邓子恢，兼人民革命军事委员会委员
- 乌兰夫，第一届全国政协常务委员
- 徐特立
- 蔡　畅（女）
- 刘格平
- 马寅初（无党派）
- 陈　云，兼政务院副总理
- 康　生
- 林　枫
- 马叙伦（民进），兼政务委员，第一届全国政协常务委员
- 郭沫若（无党派），兼政务院副总理，第一届全国政协副主席
- 张云逸，兼人民革命军事委员会委员
- 邓小平，兼人民革命军事委员会委员
- 高崇民（民盟）
- 沈钧儒（民盟），兼最高人民法院院长，第一届全国政协副主席
- 沈雁冰（无党派），全国政协常务委员
- 陈叔通（无党派），全国政协副主席
- 司徒美堂（致公党）
- 李锡九（民革；1952年3月10日逝），兼最高人民检察署委员
- 黄炎培（民建），兼政务院副总理，第一届全国政协常务委员
- 蔡廷锴（民促），兼人民革命军事委员会委员
- 习仲勋，兼人民革命军事委员会委员
- 彭泽民（农工党）
- 张治中（民革），兼人民革命军事委员会委员
- 傅作义（无党派），兼人民革命军事委员会委员
- 李烛尘（民建）
- 李章达（救国会；1953年12月9日逝）
- 章伯钧（农工党），兼政务委员，第一届全国政协常务委员
- 程　潜（民革），兼人民革命军事委员会副主席
- 张奚若（无党派），全国政协常委
- 陈铭枢（民联）
- 谭平山（民联），兼政务委员
- 张难先（无党派）
- 柳亚子（民革）
- 张东荪（民盟）
- 龙　云（民革），兼人民革命军事委员会委员

### 中央人民政府秘书长
- 林伯渠（由中央人民政府委员会互选产生）

## 历次会议
- 第一次会议（1949年10月1日）
- 第二次会议（1949年10月3日）
- 第三次会议（1949年10月19日）
- 第四次会议（1949年12月2日）
- 第五次会议（1950年1月7日）
- 第六次会议（1950年4月11日）
- 第七次会议（1950年4月13日）
- 第八次会议（1950年6月28日）
- 第九次会议（1950年9月5日）
- 第十次会议（1950年12月26日）
- 第十一次会议（1951年2月20日）
- 第十二次会议（1951年9月3日）
- 第十三次会议（1951年11月5日）
- 第十四次会议（1952年4月18日）
- 第十五次会议（1952年4月19日）
- 第十六次会议（1952年8月6日）
- 第十七次会议（1952年8月7日）
- 第十八次会议（1952年8月8日）
- 第十九次会议（1952年11月15日）
- 第二十次会议（1953年1月13日）
- 第二十一次会议（1953年1月14日）
- 第二十二次会议（1953年2月11日）
- 第二十三次会议（1953年2月12日）
- 第二十四次会议（1953年9月12日）
- 第二十五次会议（1953年9月14日）
- 第二十六次会议（1953年9月15日）
- 第二十七次会议（1953年9月17日）
- 第二十八次会议（1953年9月18日）
- 第二十九次会议（1953年12月9日）
- 第三十次会议（1954年6月14日）
- 第三十一次会议（1954年6月17日）
- 第三十二次会议（1954年6月19日）
- 第三十三次会议（1954年8月11日）
- 第三十四次会议（1954年9月9日）
- 临时会议（1954年9月14日）